# 発火法
発火法（はっかほう）は、火を起こす方法のこと。発火剤や機械、電気を使う近現代の方法だけでなく、木による摩擦熱などを利用する原始的な火起こしを含めて、様々なものがある。

## 概要
火は人類の誕生以前から火山の噴火、落雷、自然発火などを原因とする自然火として存在した。
人類が自力で道具を工夫して火を起こした古代発火法には、大きく分けて摩擦式、火花式（火打石）、光学式（収れん発火）、圧縮ポンプ式（圧気発火器）が現在知られている。現代では、化学式(マッチ)、電気式（点火プラグ）など、新たな手法が発明されている。

## 歴史

### 自然発生
火は火山活動や落雷などによる自然発火の結果として自然に発生する。多くの動物や植物は長い進化の過程で火に対処する生存戦略を探り、火に適応した生態を獲得した種もある。チンパンジーはある種の木の実について、生で食べるより森の火事跡で加熱され、消化が良くなったものを好んで食べる。人類の祖先猿人たちも、火を作りだす技術を習得するよりもずっと前から、火とその有益性について知っていた。

### 火の利用から発火法へ
人類が火を手に入れた最も古い方法は、それら自然に得られた火を松明や火種のような形で運び、焚き火にして保存することだった。火種が燃え尽きないよう長時間もたせるために、燠火にして灰に埋めて保持する「火止め」という方法も工夫された。人類が自らの手で火を起こす発火法の発明は、火の利用からはるかに遅れて、木や竹の道具を加工する技術の中から生まれ、工夫されてきたと考えられている。

### 火打石

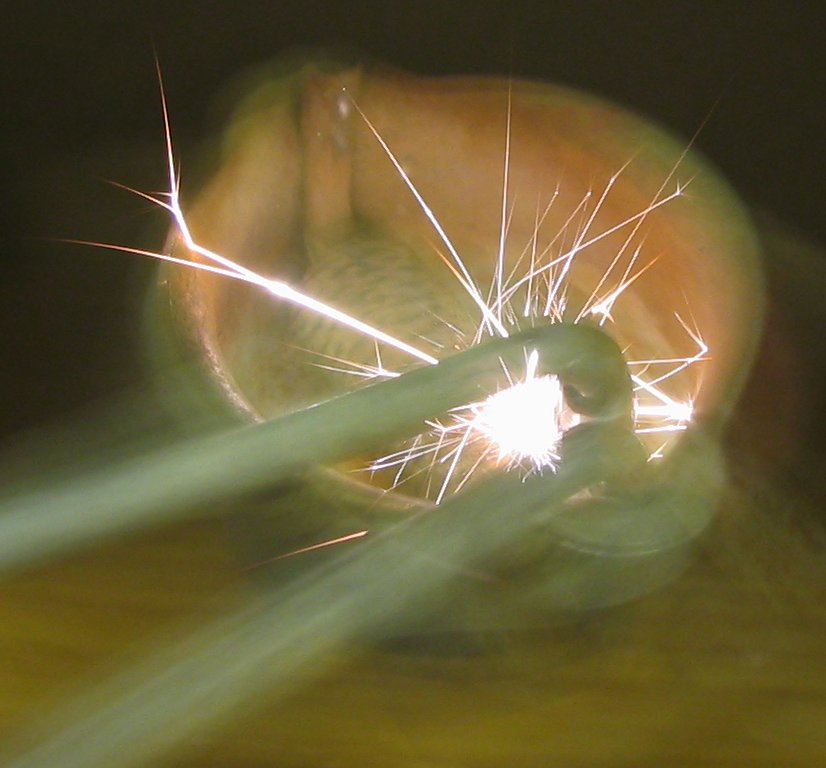
使用中のフリントスパークライター

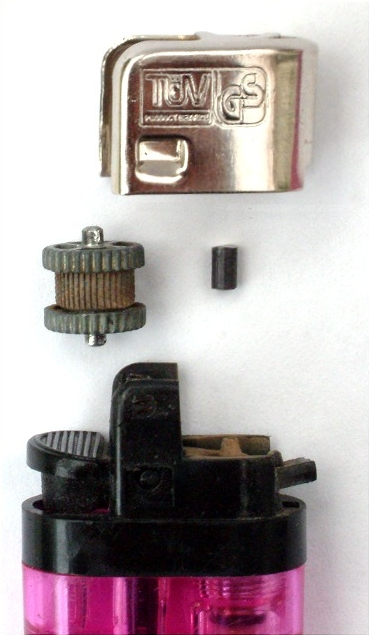
火打ち石を使ったライター 中央左側 : ヤスリ状の回転ドラム 中央右側 : フリント（火打石）

ヨーロッパの一部では、鉄の硫化物である塊状の黄鉄鉱や白鉄鉱に、硬い石（フリントなど）を削るように打ちつけて赤熱した火花を出し、その火花をある種のキノコの消し炭などの火口（ほくち）に移して火をおこす技術が1万年以上前の古くからあった。黄鉄鉱の学名パイライトは、ギリシャ語で「火の石」という意味である。火打石の火花は、衝撃で削り取られた鉄の小さな粒子が赤熱して飛び散ったものである。ロバート・フックは、溶融して丸くなった鉄の粒子を手製の顕微鏡で観察し、『ミクログラフィア』に記録している。
鋼鉄の普及とともに鋼鉄の火打金が作られると、多くの地域では黄鉄鉱の火打石や摩擦発火具に代わって広く普及した。ヨーロッパや中国、インド、日本でも、マッチが普及するまで、日常の火起こしには主に火打石（実際には火打金、火打石、火口の3点セット）が使われた。中央アジアやシベリアの一部民族、あるいは日本やヨーロッパなどの一部の宗教儀式には今でも用いられているが、湿度が高いと使いづらいことも多い。
現代でも火打金や形状を変えながらフリント式ライターやフリントスパークライターに使われている。

## 発火法（発火具）の分類
発火法は摩擦による方法、打撃による方法、圧縮による方法、光学的方法、化学的・電気的方法に分けられる

### 摩擦法

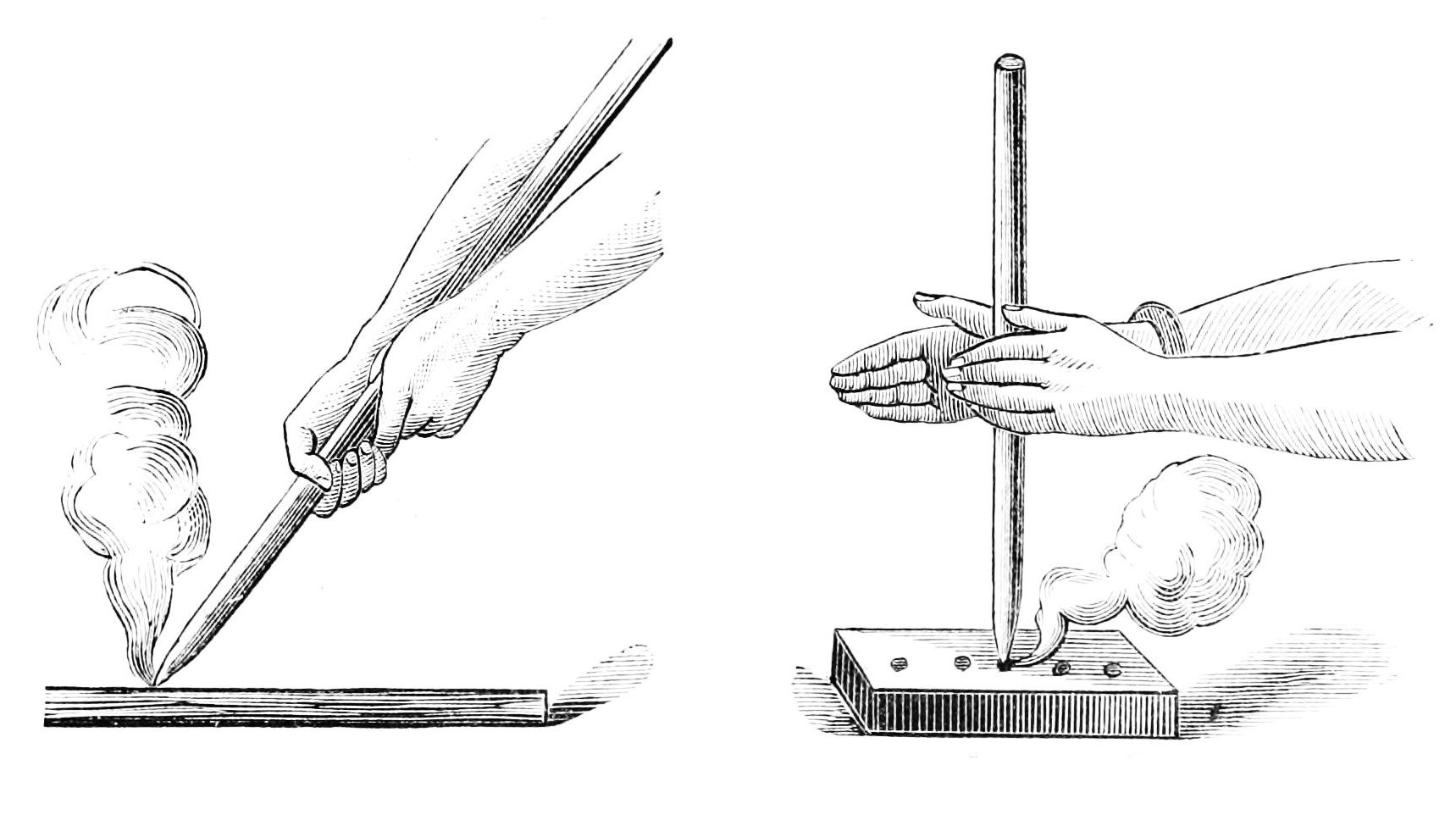
発火犂（左)、錐もみ式発火法(右)

大きく分けて往復摩擦によるものと、回転摩擦によるものがある。いずれも摩擦によって木の繊維が削れて細かい粉末状になり、それが溜まったところに摩擦熱が加わって火種が起こる。

#### 往復摩擦による方法
ヒミゾ（火溝）式
台板の木目に沿って棒木を激しく擦りつける方法。竹も利用できる。著しく腕力・体力を要する。サモア、トンガ、バヌアツなど、太平洋にあるポリネシアやメラネシアの島々に現在も伝わっている。腕力の要る発火法だが、体格や体力に恵まれたサモアなどでは10秒前後で火種を作る人もいる。
ノコギリ（鋸）式
台板の木目に直角に鋸で切るよう棒木を激しく擦り合わせる方法。道具を適切に作り、体力のある熟練者が操作すれば20-30秒以内に火種ができる。
イトノコ（糸鋸）式
テープ状の竹ひごや籐の蔓などを割れ目のある枝や割り竹などに直交して押し当てながら、左右に引いてこする。紐のこぎり式ともいう。パプアニューギニアや東南アジアの一部に残る発火法。発火効率は良く、熟練者は10秒前後で火種を作ることができる。

#### 回転摩擦による方法
キリモミ（錐揉み）式
木の板（火切り板）の凹み（火切り臼）の上に垂直に立てた（以下の3方式も同様）木の棒（火切り杵）を両手で挟み、下に押しつけながら手をこするようにして回転させる。和光大学名誉教授の岩城正夫が実践的研究を行っている。熟練者は10秒ほどで火種を作ることができる。
日本では、縄文時代に使われた火切り臼が真脇遺跡（石川県）から出土している。
ヒモギリ（紐錐）式
木の棒に紐を1・2回巻き付け、左右に引いて回転させる。一人が棒を上から凹んだ石などのハンドピースで押さえ、もう一人が紐を引く共同作業で操作する。熟練者は3-8秒程度で火種を作ることができ、非力な小学生や女性でも少し練習すれば発火できる。
ユミギリ（弓錐）式
木の棒に弓（火起こし専用の小型のもの）の弦を1回から2回巻き付け、弓を押し引きして回転させる。紐錐式に似ているが、一人で行える。効率良く作られた、適度な大きさの道具では、熟練者になると3-8秒ほどで火種を作ることができる。
マイギリ（舞錐）式
短冊状の横木の中央に孔を開けて棒を通し、横木の両端付近と棒の上端付近を紐で結ぶ。棒の横木より下の部分にはずみ車をつける。紐を棒に巻き付けると横木が持ち上がる。その状態から横木を押し下げると、巻き付いた紐がほどけるにつれて棒が回転し、その勢いで紐が今度は逆方向に巻き付く。これを繰り返す。
静岡県の登呂遺跡で舞錐の発火具らしき物が出土したことから弥生時代には利用されていたと考えられたことがあったが、その後の研究で出土品は発火具なのか疑問視されるようになり、日本における舞錐は江戸時代に伊勢神宮などの神事で利用されるようになったことが始まりとされている。
なお、回転摩擦式の場合には古代エジプトのツタンカーメン王墓の副葬品に例があるように、棒の先端部分を差し込み式にして交換できるようにすると、錐本体を消耗品にしなくて済む。その場合、先端には中空なウツギや、アジサイ、クルミの細枝のように、芯にスポンジ状の髄がある樹種が適する。これは太さに比較して摩擦面積を小さく出来るため、温度を上げやすいからである。

### 打撃法

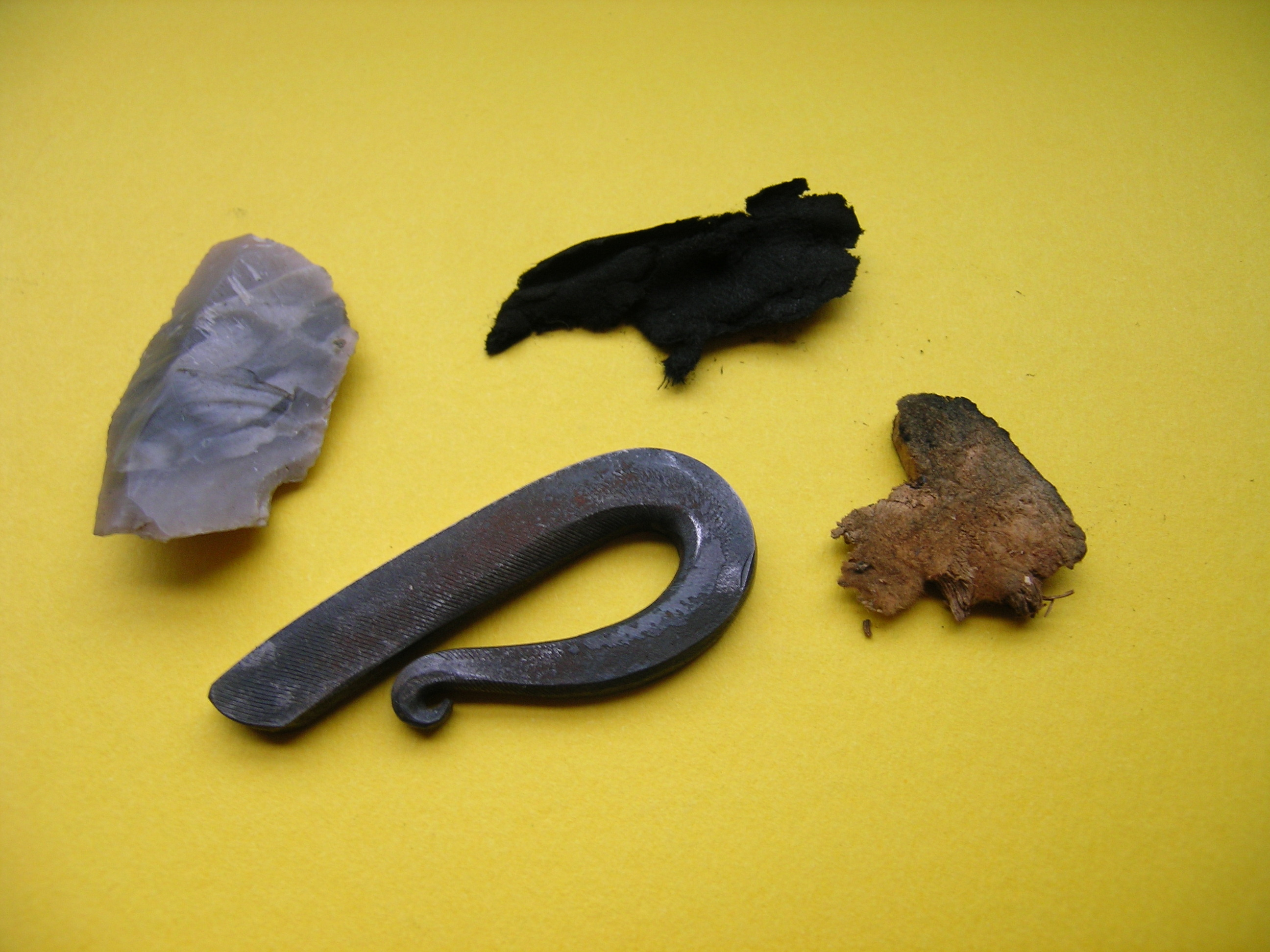
火打石と鋼鉄片、消し炭の火口（ほくち）と、灰汁に漬けて乾燥した茸の火口

鉄を石にぶつけて火花を発生させ火口（ほくち）に点火する方法。燧石のような硬い石で鉄片（古くは黄鉄鉱や白鉄鉱のような硫化鉄鉱石）を削るように打ち合わせて火花を飛ばし、それを消し炭などに点火する。熟練すればカチッと一瞬の打撃で火口に点火し火種ができるが、火口が湿っていたり、石の角が摩滅して丸くなっていたりすると点火しない。
20世紀になると、より火花を出しやすいフェロセリウム合金と鋼のやすりとの組み合わせが開発され、ライターの点火部や野外点火器具のメタルマッチ等に使用されるようになった。
金床に置いた鉄にハンマーで数十回打撃を加えると発熱し、これに硫黄や付け木を当てると発火する。この方法は打撃蓄熱と呼ばれるが、電熱線などとともに、物理変化による方法に分類されることもある。

### 圧縮法

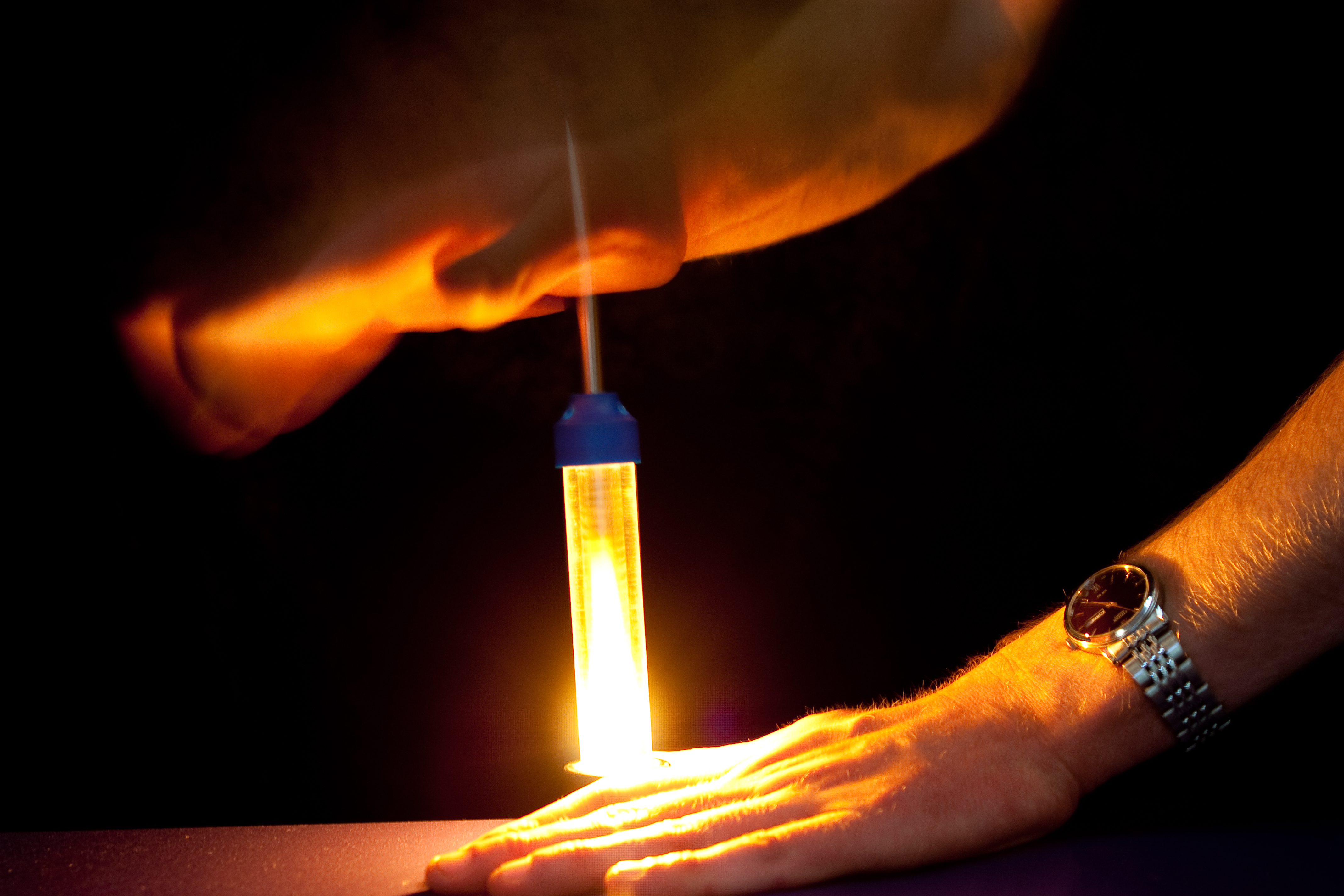
圧縮式発火法の使用例

空気を圧縮し高温にすることで発火させる方法。原理的には断熱圧縮と呼ばれる原理を応用している。ディーゼルエンジンの点火方式などに利用される。
ボルネオやビルマなど東南アジアの一部では、ファイヤピストン(圧気発火器)と呼ばれる装置を用いて火を起こしていた。この装置は、木や動物の角などで造られており、一端が密封された中空のシリンダーと、その内径にぴったりと合うピストン（プランジャー）から構成される。この器具の存在は、19世紀にローレンス・ヴァン・デル・ポストによってヨーロッパに報告された。
プランジャーの先端から2-3mm離れた位置に火口をセットする窪みがあり、他端（持ち手側）にはシリンダー内部の気密を保つためのガスケットがある。プランジャーの先端に火口をセットし、シリンダー内に勢い良く押し込むと、断熱圧縮によってシリンダー内が高熱になり、火口に点火される。

### 光学的方法

紀元前212年アルキメデスの熱光線（光学式の例）

レンズ式
太陽光を凸レンズで火口に集めて焦点で火種を得る方法。
鏡式
太陽光を凹面鏡で火口に集めて焦点で火種を得る方法。近代では1930年以降、オリンピックの聖火を採火する時に凹面鏡の発火具が使われている。

### 化学的・電気的方法
化学的･電気的方法は近代産業によって生み出されたものである。

#### 化学式
比較的低温で化学反応を起こす物質を発火剤として用いる方法。薬品としては塩素酸カリウムと砂糖の混合物に硫酸をかける方法や過マンガン酸カリウムにグリセリンを注ぐ方法などの組み合わせがある。キャンプファイヤーのマジック点火などに利用されるが薬品自体危険なものもある。19世紀に発明されたマッチも化学反応を利用したものである。
マッチ
リンが酸素と結合することによる燃焼を利用したもの。
- 塩素酸カリウムと砂糖などを主剤とし、硫酸に浸して点火する湿式の浸酸マッチ
- 黄リン、赤リンなどと塩素酸カリウムなどを組み合わせた乾式の摩擦マッチ

ライター
ガスライターやオイルライターなどは化学変化による方法として分類されることがある。

#### 電気式
発熱式
ニクロム線のような電気抵抗の大きな通電物に電流を通すことでジュール熱を発生させ、可燃物を発火温度以上にして発火させる方法。映画撮影の現場では、火薬の着火に用いられることが多く、この方式を電気着火と呼称している。スチールウールは乾電池による通電で発火する。
放電式
放電による火花を利用して火口に点火する。火打石と同じく火花を利用した方法として分類されることもある。電気火花を起こすには高い電圧を発生させる必要があるが、これには圧電素子や点火コイルなどが用いている。

## 文化
出雲国を支配した国造である出雲国造は、代替わりの際に神火相続式という燧臼（ひきりうす）・燧杵（ひきりきね）を携えて、熊野大社に参向して、それらで発火させた火を用いて料理を行い食事をする儀式を行う。
神道においては忌火、鑽火神事などの儀式が行われる。

## 関連書籍
- 山田仁史「発火法と火の起源神話」（『東北宗教学』2号、2006年所収）